# Васильцов, Сергей Иванович
Сергей Иванович Васильцов (2 октября 1949, Москва — 19 мая 2021) — российский политик, депутат Государственной Думы Федерального Собрания Российской Федерации 6-го созыва с 2011 г. по 2016 г. Доктор исторических наук. 

## Биография
Часть детства провел за границей (Таиланд, Ливия). Окончил истфак МГУ (1973), аспирантуру Института международного рабочего движения АН СССР. Создал и возглавил отдел мирового коммунистического движения.
В 1989 основал независимый Центр исследований политической культуры России, занимал пост директора и председателя ученого совета.
С 2005 работает в аппарате фракции КПРФ в Госдуме, занимает пост заместителя руководителя. Советник Председателя ЦК КПРФ Г. А. Зюганова.
В декабре 2011 избран депутатом Госдумы 6-го созыва.
Автор и соавтор 12 монографий, более 400 научных работ. Семья: супруга.

## Цитаты
- Если в привычном нам индустриальном обществе происходила, так сказать, физическая концентрация рабочей силы — как рабочих рук, то теперь начинается концентрация созидательной, творческой, как ныне говорят, креативной мысли. Территориально её носители могут быть сколь угодно сильно рассеяны, тогда как их интеллект — через посредство Интернета — наоборот, собран буквально «в кулак»[4].